# Alla ricerca della Valle Incantata (franchise)
Alla ricerca della Valle Incantata (in originale The Land Before Time) è una serie di film d'animazione. La serie è cominciata nel 1988 con Alla ricerca della Valle Incantata, diretto e prodotto da Don Bluth e prodotto da George Lucas e Steven Spielberg. Il film ha avuto poi 13 sequel direct-to-video, nessuno dei quali ha visto la partecipazione di Bluth, Lucas o Spielberg.

## Film
| nº | Titolo originale             | Titolo italiano                    | Anno | Anno ITA |
| -- | ---------------------------- | ---------------------------------- | ---- | -------- |
| 1  | The Land Before Time         | Alla ricerca della Valle Incantata | 1988 | 1989     |
| 2  | The Great Valley Adventure   | Le avventure della grande vallata  | 1994 | 1995     |
| 3  | The Time of the Great Giving | Il mistero della sorgente          | 1995 | 1996     |
| 4  | Journey Through the Mists    | La terra delle nebbie              | 1996 | 1997     |
| 5  | The Mysterious Island        | L'isola misteriosa                 | 1997 | 1997     |
| 6  | The Secret of Saurus Rock    | Il segreto di Saurus Rock          | 1998 | 1998     |
| 7  | The Stone of Cold Fire       | La pietra di fuoco freddo          | 2000 | 2001     |
| 8  | The Big Freeze               | Avventura tra i ghiacci            | 2001 | 2002     |
| 9  | Journey to Big Water         | Le meraviglie del mare             | 2002 | 2003     |
| 10 | The Great Longneck Migration | La grande migrazione               | 2003 | 2004     |
| 11 | Invasion of the Tinysauruses | L'invasione dei minisauri          | 2005 | 2005     |
| 12 | The Great Day of the Flyers  | Il giorno dei rettili volanti      | 2006 | 2006     |
| 13 | The Wisdom of Friends        | In viaggio con le pance gialle     | 2007 | 2008     |
| 14 | Journey of the Brave         | Il viaggio dei coraggiosi          | 2016 | 2022     |

## Altro

### Serie televisiva
Una serie televisiva omonima basata sui film è stata trasmessa in Canada su YTV a partire dal 5 gennaio 2007 e negli Stati Uniti dal 5 marzo dello stesso anno. Consisteva di una stagione di 26 episodi, ed era ambientata dopo gli eventi di Alla ricerca della Valle Incantata 13 - In viaggio con le pance gialle.

### Musica
Sono stati realizzate anche delle storie musicali:
- The Land Before Time: Sing-Along Songs  (1997)
- The Land Before Time: More Sing-Along Songs (1999)

## Videogiochi
La serie ha avuto 13 videogiochi come spin-off, otto per PC, due per Game Boy Advance e tre per PlayStation:
- I videogiochi per PC sono giochi educativi tarati su età prescolare e da asilo, essi sono The Land Before Time Animated MovieBook (1996), The Land Before Time Activity Center (1997), The Land Before Time: Math Adventure (1998), The Land Before Time: Kindergarten Adventure (1998), The Land Before Time: Preschool Adventure (1999), The Land Before Time: Toddler Time (1999), The Land Before Time: Dinosaur Arcade 3D (2000) e The Land Before Time: Prehistoric Adventures (2004).
- I videogiochi per Game Boy Advance sono The Land Before Time (2001) e The Land Before Time: Into the Mysterious Beyond (2006).
- I videogiochi per Playstation sono The Land Before Time: Return to the Great Valley (2000), The Land Before Time: Great Valley Racing Adventure (2001) e The Land Before Time: Big Water Adventure (2002).